# Andrzej Zagórski
Andrzej Wojciech Zagórski, ps. Mścisław (ur. 21 kwietnia 1926 w Staniątkach, zm. 8 października 2007 w Krakowie) – polski historyk, żołnierz Armii Krajowej (AK). 

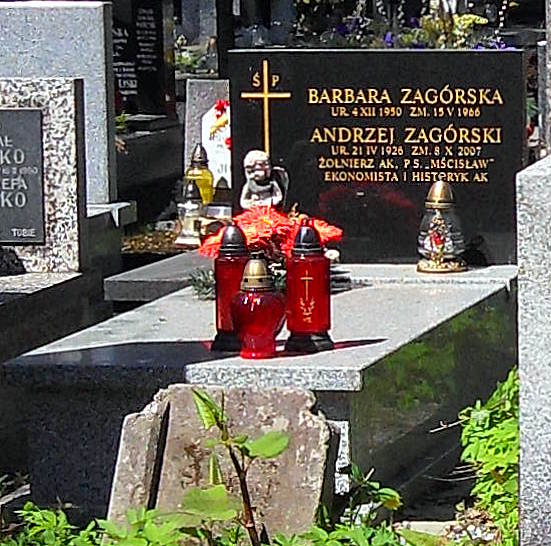
Nagrobek Andrzeja Zagórskiego i jego córki Barbary

## Rodzina
Był synem wywodzącego się z warstwy ziemiańskiej Franciszka h. Ostoja (ur. 1894 w Milczycach, zm. 1964 w Warszawie) i Stanisławy z domu Kamionka. Jego ojciec był oficerem ZWZ–AK w stopniu podporucznika (ps. Ostoja), komisarycznym starostą Szefostwa Biur Wojskowych („Teczka”) i organizatorem tajnego nauczania. W AK jako żołnierz służył również brat Janusz, ps. Mściciel.

## Życiorys
Po urodzeniu mieszkał w Hołodówce (powiat mościski) blisko Lwowa, gdzie jego ojciec był zarządcą majątku ziemskiego. W 1929 powrócił z rodzicami do Staniątek, gdzie ukończył szkołę powszechną. Do wybuchu II wojny światowej uczęszczał do gimnazjum w Bochni.
Wiosną 1940 z powodu groźby aresztowania ojca za działalność konspiracyjną wraz z rodziną przeniósł się do powiatu przeworskiego w województwie lwowskim. Od maja 1941 pełnił przy ojcu rolę łącznika Komendy Obwodu Przeworsk ZWZ (później AK) i pomagał w organizacji tajnego nauczania, w ramach którego ukończył gimnazjum i rozpoczął kurs licealny.
Po zaprzysiężeniu do AK 22 lutego 1943 został za pisemną zgodą ojca strzelcem w patrolu dywersyjnym Placówki Kańczuga. Po ukończeniu konspiracyjnej szkoły podoficerskiej otrzymał przydział do plutonu dyspozycyjno-dywersyjnego Komendy Obwodu AK Przeworsk, dowodzonego przez Jana Balawendera „Puchacza”, w którym służył do rozwiązania AK 19 stycznia 1945. Od lutego 1944 brał udział w akcjach likwidacyjnych wobec konfidentów Gestapo i nacjonalistów ukraińskich. 18 marca 1944 ukończył szkołę podchorążych przy Obwodzie AK Przeworsk. Wziął udział w akcji „Jula” w kwietniu 1944 i w akcji „Burza” w lipcu 1944. Został aresztowany przez Urząd Bezpieczeństwa (UB) wraz z ojcem w sierpniu 1944 i wkrótce zwolniony z racji młodego wieku. Według innych informacji był aresztowany w Przeworsku w listopadzie 1944 wraz z dowódcą, ojcem i bratem i więziony przez UB i NKWD w Przeworsku. W lipcu 1945 zdał maturę w Nowym Sączu, gdzie mieszkał od czasu zwolnienia, później ukończył Akademię Handlową w Krakowie. W trakcie studiów włączył się w działalność antykomunistycznego Zrzeszenia „Wolność i Niezawisłość” (WiN) i był krótko więziony przez Wojewódzki Urząd Bezpieczeństwa Publicznego w Krakowie. Pracował jako dyrektor administracyjny Zjednoczonych Zespołów Gospodarczych Stowarzyszenia „Pax”. Po wprowadzeniu stanu wojennego złożył rezygnację i przeszedł na emeryturę.
Od początku lat 60. zbierał dokumenty i relacje dotyczące działalności konspiracji niepodległościowej w Małopolsce w latach 1939–1956. Stworzył jedną z największych w Polsce kolekcji tego typu – zgromadził w niej ponad 2500 relacji, ok. 25 000 stron dokumentów (oryginałów lub ich kopii) oraz ponad 9100 wycinków prasowych. Zbiory zostały po jego śmierci przekazane do archiwum krakowskiego oddziału Instytutu Pamięci Narodowej.
Przed 1972 nawiązał kontakt z Światową Federacją Weteranów (Fédération mondiale des anciens combattants) i organizacjami kombatanckimi w Wielkiej Brytanii. Publikował teksty o historii AK z pominięciem cenzury. 
Był obok Andrzeja Daszkiewicza, Jana Sokoła i Mieczysława Wieliczki pionierem badań naukowych nad strukturami Polskiego Państwa Podziemnego i antykomunistycznych organizacji niepodległościowych na terenie Rzeszowszczyzny. Napisał ok. 250 publikacji z tego zakresu, w tym siedem książek. W strukturze Okręgowej Komisji Badania Zbrodni Hitlerowskich Przeciw Narodowi Polskiemu – Instytutu Pamięci Narodowej w Rzeszowie został na początku 1991 wybrany do składu Zespołu Badania Zbrodni Komunistycznych popełnionych na Rzeszowszczyźnie w latach 1944–1989. 
Był pomysłodawcą i pierwszym redaktorem „Zeszytów Historycznych WiN-u”, ukazujących się od 1993. Na łamach tego czasopisma na przełomie 1994/1995 polemizował z Benedyktem Gajewskim i Grzegorzem Motyką na temat powojennej działalności dowódcy oddziału Narodowych Sił Zbrojnych „Zuch” Antoniego Żubryda. Był także redaktorem wydawnictwa seryjnego Małopolski słownik biograficzny uczestników działań niepodległościowych 1939–1956, wydawanego w Krakowie przez Towarzystwo Sympatyków Historii od 1997.
Zmarł 8 października 2007 w Krakowie i został pochowany na cmentarzu Rakowickim (kwatera FD, rząd 10, miejsce 20).

## Odznaczenia i wyróżnienia
- Krzyż Walecznych – dwukrotnie
- Złoty Krzyż Zasługi (1994, za udział w walkach o niepodległość Rzeczypospolitej Polskiej oraz zasługi w działalności na rzecz organizacji kombatanckich)[12]
- Medal „Polonia Mater Nostra Est” (2001)
- Tytuł Kustosza Pamięci Narodowej im. Grzegorza Jakubowskiego (8 listopada 2002, jako jeden z trzech pierwszych wyróżnionych)

## Główne publikacje
- Z badań nad strukturą organizacyjną ruchu oporu w Rzeszowszczyźnie (Związek Walki Zbrojnej – Armia Krajowa), „Studia Historyczne” 11/1 (1968), s. 97–111.
- W kleszczach czerwonych (współautor Dionizy Garbacz), Muzeum Regionalne im. Adama Fastnachta, Brzozów 1991. ISBN 83-900130-5-3
- Na katorżniczym szlaku (współautor Zbigniew K. Wójcik), „Polonia”, Warszawa 1994. ISBN 83-7021-172-0
- Materiały do bibliografii Zrzeszenia WiN (Biblioteka Zeszytów Historycznych WIN-u, 1), Fundacja „Niezawisłość”, Wrocław 1994. ISBN 83-902803-0-2
- Obwód Armii Krajowej Mielec przed i po „Burzy”, [w:] Mielec. Studia i materiały z dziejów miasta i regionu, t. 3, red. Feliks Kiryk, Towarzystwo Miłośników Ziemi Mieleckiej, Mielec 1994.
- Konspiracja w Sanoku w okresie okupacji, [w:] Sanok. Dzieje miasta, red. Feliks Kiryk, Secesja, Kraków 1995. ISBN 83-86077-57-3
- Okręg Kraków Armii Krajowej, [w:] Armia Krajowa. Rozwój organizacyjny, red. Krzysztof Komorowski, Bellona, Warszawa 1996.
- Dział łączności konspiracyjnej zewnętrznej (1943–1945). Zbiory Adama Potyry (Krakowski Okręg Armii Krajowej w dokumentach, 1), Towarzystwo Sympatyków Historii, Kraków 1998. ISBN 83-909631-1-6
- Dział łączności operacyjnej. Łączność radiowa (1943–1945) (Krakowski Okręg Armii Krajowej w dokumentach, 2), Towarzystwo Sympatyków Historii, Kraków 1999. ISBN 83-912784-1-7
- Zrzeszenie „Wolność i Niezawisłość” w dokumentach, t. 6, cz. 1: Cztery Zarządy Główne WiN przed sądami PRL (Biblioteka Zeszytów Historycznych WIN-u), Zarząd Główny WiN, Wrocław 1999. ISBN 83-902803-7-X
- Podokręg AK Rzeszów. Plan zbrojnego ujawnienia w świetle dokumentów (sierpień–wrzesień 1944 roku) (współautor Grzegorz Ostasz), Oficyna Wydawnicza Politechniki Rzeszowskiej, Rzeszów 1999. ISBN 83-7199-103-7
- Z działalności Armii Krajowej, [w:] Dzieje Rzeszowa, t. 3: Rzeszów w okresie międzywojennym i okupacji (1918–1944), red. Feliks Kiryk, Urząd Miasta Rzeszowa, Rzeszów 2001.
- Akcja „Burza” w Inspektoracie AK Rzeszów (współautor Grzegorz Ostasz), (seria: Krakowski Okręg Armii Krajowej w dokumentach, t. 3), Towarzystwo Sympatyków Historii, Kraków 2003. ISBN 83-918836-1-2